# Arica
Arica er en kommune og havneby i Chile. Den er hovedstad i landets nordligste region Arica og Parinacota samt i provinsen Arica og har et indbyggertal på 229.689 pr. 2017. Arica er samtidig Chiles nordligste by beliggende kun 20 km fra grænsen til Peru. Byen ligger, hvor de to frodige dale Azapa og Lluta, der skærer sig gennem Atacamaørkenen, mødes.
Arica er en vigtig havneby for et stort opland, ikke bare i Chile, men også i dets nabolande, og den er således frihavn for Bolivia, hvis udenrigshandel for en stor dels vedkommende går herigennem, heriblandt olieeksport via en rørledning fra Oruro i dette land. Byens strategiske betydning understreges yderligere af, at den ligger ved den panamerikanske landevej og derigennem har direkte forbindelse til Tacna i Peru og La Paz i Bolivia. Desuden ligger den internationale Chacalluta Lufthavn nær byen, kun en kilometer fra grænsen til Peru.
Der er i området gjort arkæologiske fund, der viser menneskelig beboelse omkring 9.000 år tilbage i tiden. Havnen i byen var vigtig allerede under den spanske kolonisering, og med den nuværende stats opståen i begyndelsen af det 19. århundrede kom Arica til at høre til Peru fra 1821, indtil området under Salpeterkrigen blev erobret af Chile i 1880 og ved fredsaftalen i 1883 blev chilensk.
Med sine milde vintre er Arica kendt som "byen med evigt forår". Blandt turistattraktionerne i og ved byen er Morro de Arica, en stejl klippe i selve byen, byens katedral, der blev designet af Gustave Eiffel og bygget i 1870'erne, samt strandene nord og syd for byen, der blandt andet opsøges af surfere fra både Nord- og Sydamerika.